# 2019冠狀病毒病疫情時間軸
2019冠狀病毒病疫情時間軸列出了2019冠状病毒病疫情相关重大时间点，由于并无明确的记述标准，并非所有的主要反應和措施均有收录，此外，某些事態發展僅在回顧時才可能成為已知或完全理解。中华人民共和国湖北省武汉市是2019冠狀病毒病已知的首次大规模爆發地，已知首个确诊病例发病时间为2019年12月1日，医学界于2019年12月26日首次正式识别及发现此疾病。

## 2019年

### 早期未证实的病例报告
意大利、法国和美国的一些医学和环境分析表明，病毒在2019年12月之前可能已经传播了几周。世界卫生组织的一份报告则指出：“这些研究结果没有得到证实，使用的方法没有标准化，血清学检测可能存在非特异性信号。”世界卫生组织敦促进一步调查这些潜在的早期事件。

### 12月
12月，新冠肺炎第一種大流行病毒株「中國武漢原始病毒株19A」。
事后的流行病学调查指，最早的已知病例症狀發生於2019年12月1日。据武汉市优抚医院门诊医生事后回忆，2019年12月12日，该医院接诊了一名69岁的武汉市华南海鲜市场男性商户，他已經初現呼吸道症狀，但這間小医院的发热门诊无法确诊这些異常病例，在勸諫病人進行CT检查無果後，門診醫生只好建议他前往其他設備較好的醫院，這段轉診的時間裡，疫情被發現的時機拖延了一些。黃朝林等學者的事后研究表示，疫情的最初期，本地的疾病预防控制中心有將幾位病患集中在武漢市金銀潭醫院進行隔離並收集樣本及數據，其中最早的數據樣本在2019年12月16日已經一採，並於嘗試治療的過程中陸續送驗。直到武汉市中心医院急诊科医生對於怀疑可能是社区获得性肺炎的65岁病人使用了各种抗生素治疗仍然无效後，最後決定將肺泡灌洗液样本送到第三方检测机构广州微远基因公司进行基于二代高通量测序技术（NGS）检测，從而試著找出確實的病原體。广州黄埔的广州微远基因公司是已知第一所对新型冠狀病毒病原體进行初步分析的外部实验室，該實驗室在12月24日快遞收到该样本，并在12月26日的mNGS病原微生物自动解读结果中發現SARS冠状病毒，相似度大约94.5%，拉響了警報。
2019年12月26日，呼吸与重症医学科医生张继先首次发现并上报此不明原因肺炎，并怀疑该病属传染病。
12月27日，广州微远基因公司終於组装出了接近完整的不明病毒基因组序列，並將数据共享给了中国医学科学院病原生物学研究所。後在作出更详细比對分析後發現，与所有已知基因组信息的病毒都不完全相同，可能是一种跟與蝙蝠类SARS冠状病毒（Bat SARS-like coronavirus）类似的新型病毒。這份數據後來由中国医学科学院在1月11日提交到全球共享流感數據倡議組織网站，這項分析是該数据库中採集日期最早的样本。
Vision Medicals於12月28日向中国疾病预防控制中心 (CCDC) 報告發現了一種新型冠狀病毒。
12月30日，武汉市卫生健康委员会医政医管处，開始向武漢各級醫院緊急通知，並发布两份文件以下达診斷不明原因肺炎的救治措施。该文件于晚間流出衛生醫療體系外，並在網上廣傳。傍晚，李文亮、刘文、谢琳卡等醫生在内部微信群中提早披露了此次疫情相关的消息，提供院內醫護人員參考。武汉市中心医院在12月27日將一份样本送往北京博奥医学检验所。检验所在12月30日把检验報告發回医院，報告中將「SARS coronavirus」（SARS冠状病毒）列為「高置信度」阳性指标的结果之一。武汉市中心医院的眼科醫生李文亮將這份在醫院內部流傳的检验報告在17时48分使用微信在同学群組發佈「華南水果海鮮市場確診了7例SARS」消息及檢驗報告的照片。
12月31日，武漢市疾控中心向傳媒證實文件屬實，並发布情况通报，開始向公眾通報病例，指正在查證是何種肺炎。另一方面武汉市卫健委發表《武汉市卫健委关于当前我市肺炎疫情的情况通报》，表示已发现27例病例。世界卫生组织驻中国办事处及中华人民共和国政府皆表示该机构在當日亦將情況通報予世界衛生組織总部。12月中下旬武汉多所医院出現大量曾到訪華南海鮮市場的病例。同日，台湾的疾病管制署通过本地媒体了解到大陆疑似「非典型肺炎」的爆发，并向世界衛生組織國際衛生條例聯繫窗口发送了一封要求其提供進一步有关此次「非典型肺炎」資訊的邮件，当中提及到有关「非典型肺炎」、「病患已進行隔離治療」等情况 ，同时向中国大陆中国疾病预防控制中心確認疫情訊息。中國大陸於當天傍晚回應確診屬實，並告知已派專家赴武漢進行調查，指出近期當地發現27例肺炎病例，7例病情危重，均已進行隔離治療，有2例病情好轉。提供的臨床表現診斷中，主要症狀有為發燒，少數病人呼吸困難，呈雙肺浸潤性病灶，大部分病例為武漢市江漢區華南海鮮城經營戶，尚未發現明顯人傳人現象及醫護人員感染。台灣於同日開始對從武漢直航台灣的入境班機進行入境檢疫。

## 2020年

### 1月

2020年1月12日至2月29日全球疫情傳播动画：紅色為有確診個案的國家和地區（顏色深淺代表病例多寡），灰色為暫無確診個案的國家和地區。

1月5日凌晨，复旦大学张永振团队从武汉市样本中检测出一种新型SARS样冠状病毒，获得病毒全基因组序列。
1月6日，中国疾控中心内部启动二级应急响应。
1月7日，中共中央总书记习近平主持召开中共中央政治局常委会，对疫情防控工作提出了要求。
1月9日，“武汉病毒性肺炎病原检测结果初步评估专家组”正式宣布此病病原体为新型冠状病毒。
1月15日，中国疾控中心转为一级应急响应。
1月19日22时，武漢市衛健委聲明已确诊病例的密切接触者中发现确诊病例，即发现人传人的证据。为了防止COVID-19从疫情暴发中心武汉进一步扩散，从2020年1月23日10点开始，所有进出武汉的交通都被禁止，一天之后，整个湖北省内都被禁止。就涉及的人口而言，这似乎是人类历史上最大的一次隔离（行动限制）事件。

### 2月

中国大陆病例分布情况变化图（截至2020年5月31日）
2月初中国大陆多省市普遍进行封城封村及交通限制措施后，新增病例数逐步转为减少
治愈病例数
在院治疗病例数
死亡病例数紫色曲线：每日新增病例数

从1月31日至2月12日的两周内，中国湖北省以外多所城市宣布实施封闭式管理。据不完全统计，共有至少9個一級行政區（4直轄市4省1自治區，共156個二級行政區）與其他省市至少51個二級行政區，共207個（含26個省會與副省級市）；其中升級為全封閉式戰時管制的城市，有2個二級行政區。
2月1日，一名80歲香港老翁確診感染，他曾於1月20日於日本橫濱港登上啟航的「鑽石公主號」，並於1月25日在香港啟德郵輪碼頭落岸。事件爆發後，郵輪從2月4日起停留在橫濱港大黑埠頭，船上人員進行個人艙房隔離14日，有相關症狀的人員才接受日本厚生勞動省檢疫。截至3月2日，船上人員已有705名確診，其中6人下船後死亡。
2月2日，中国国家卫建委累计通报中国大陆确诊17205例，死亡361例，死亡人数超越SARS事件中国大陆死亡总数。
2月4日，香港報告首例嚴重特殊傳染性肺炎死亡個案，則是中國內地以外第一個死亡的地区。
2月5日，菲律賓報告首例嚴重特殊傳染性肺炎死亡個案。
2月12日，湖北省将临床诊断病例数由纳入疑似病例数改为纳入确诊病例数进行公布，“临床诊断病例”指具有肺炎影像学特征的疑似病例，截止当日24时，累積通报中国大陆确诊59804例，死亡1367例，治愈出院5911例；当日新增确诊15152例，新增死亡254例。
2月中旬，韩国大邱新天地教会内发生大規模群聚性感染。第一名新天地教會教徒確診個案「第31號患者」出現於2月18日。截至2月28日，韩国1766例确诊病例中高達80%與该教会有关。2月23日，大韓民國總統文在寅在首爾辦公大樓主持召開新冠病毒疫情對策會議，決定將疫情預警上調至最高的級別。2月25日，韓國政府決定将对大邱和庆尚北道地区采取最大程度的封锁措施。
2月14日，日本報告首例嚴重特殊傳染性肺炎死亡個案。
2月16日，台灣報告首例嚴重特殊傳染性肺炎死亡個案。
2月19日，伊朗報告首例嚴重特殊傳染性肺炎死亡個案。
2月20日，南韓報告首例嚴重特殊傳染性肺炎死亡個案。
2月下旬，中国大陆多个省市连续多日无新增确诊病例，多地降低应急响应等级并逐渐解封城市，为企业复工复产提供审批便利，但部分地区的景点和商场解封后立刻出现的群聚现象引起了不少人的讨论和担忧。
2月22日，義大利報告首例嚴重特殊傳染性肺炎死亡個案。
2月25日，法國報告首例嚴重特殊傳染性肺炎死亡個案。
2月26日，世卫组织总干事谭德塞在日内瓦表示，25日中国境外上报的新增病例首次超过中国境内，中国新冠疫情已现峰值“反曲點”，目前担忧全球扩散，意大利和伊朗的新增病例数仍不断升高。同時對外輸出病例在周邊國家已經開始被發現，疫情已經擴散至所有人類居住的大洲。
2月27日，因日本疫情持续加剧，为了防止新冠肺炎在日本进一步扩散，內閣總理大臣（首相）安倍晋三在27日下午召开的政府对策本部会议上，提出了要求全国的小学、初中、高中停课的要求。从3月2日起，全国公立小、初、高学校均临时停课放假，直至春假结束。同时政府已向各体育团体和文化团体下达通告，要求3月15日前停办所有大型活动和公演。南韓嚴重特殊傳染性肺炎單日確診人數首次超越中國。 
2月29日，世界卫生组织总干事谭德塞在日内瓦宣布，将疫情全球风险级别由此前的「高」上调至「非常高」。美國報告首例嚴重特殊傳染性肺炎死亡個案。
2月份，在其他國家發現新型冠狀病毒症案例的時間依序為：2月4日比利时；2月14日埃及；2月19日伊朗；2月21日黎巴嫩、以色列；2月22日伊拉克；2月24日阿富汗、科威特、巴林、阿曼；2月25日奥地利、克羅埃西亞、瑞士、阿爾及利亞、巴西；2月26日巴基斯坦、喬治亞、罗马尼亚、北馬其頓、希腊、挪威；2月27日丹麥、爱沙尼亚、白俄罗斯、荷蘭、聖馬利諾、奈及利亞；2月28日亞塞拜然、立陶宛、摩纳哥、冰島、墨西哥、紐西蘭；2月29日卡達、卢森堡、愛爾蘭、厄瓜多，共37個國家和地區。

### 3月

欧洲各国累计确诊病例分布情况图
欧洲疫情自3月起开始暴发，世卫组织于3月13日宣布欧洲现在已经成为大流行瘟疫的中心。
該地區存在10000名以上確診個案
該地區存在1000-9999名確診個案
該地區存在100-999名確診個案
該地區存在10-99名確診個案
該地區存在1-9名確診個案

3月，新冠肺炎第二種大流行病毒株「突變病毒株D614G」。
3月1日，亚美尼亚、捷克和多米尼加报告首例2019冠状病毒病确诊病例。
3月1日，泰國、澳大利亞報告首例嚴重特殊傳染性肺炎死亡個案。
3月2日，安道尔、印尼、约旦、拉脱维亚、摩洛哥、葡萄牙、沙特阿拉伯、塞内加尔和突尼斯报告首例2019冠状病毒病确诊病例。
3月3日，阿根廷、智利、列支敦士登和乌克兰报告首例2019冠状病毒病确诊病例。
3月3日，伊拉克報告首例嚴重特殊傳染性肺炎死亡個案。
3月4日，疫情在意大利迅速擴散，意大利政府决定从即日起两周内关闭全国各地所有学校。并且关闭所有除药店和超市之外的所有的其他商铺。截至3月3日，意大利全国共有2,036个确诊病例，其中83人康复出院。
同日，匈牙利、波兰和斯洛文尼亚报告首例2019冠状病毒病确诊病例。
3月5日，日本內閣總理大臣（首相）安倍晋三宣布自3月9日凌晨0時起所有從中國與韓國入境的旅客將強制送至指定場所隔離檢疫14天，不可乘坐公共交通工具。
同日，波黑、巴勒斯坦和南非报告首例2019冠状病毒病确诊病例。
3月5日，英國報告首例嚴重特殊傳染性肺炎死亡個案。
3月6日，荷蘭報告首例嚴重特殊傳染性肺炎死亡個案。
3月7日，马尔代夫、马尔他、摩尔多瓦和巴拉圭报告首例2019冠状病毒病确诊病例。
3月7日，阿根廷報告首例嚴重特殊傳染性肺炎死亡個案。義大利嚴重特殊傳染性肺炎單日死亡人數首次超越中國。 
3月8日，阿尔巴尼亚、孟加拉国和保加利亚报告首例2019冠状病毒病确诊病例。
3月8日，西班牙、埃及報告首例嚴重特殊傳染性肺炎死亡個案。
3月9日，文莱、塞浦路斯和巴拿马报告首例2019冠状病毒病确诊病例。
3月9日，黎巴嫩、德國、加拿大報告首例嚴重特殊傳染性肺炎死亡個案。
3月10日，意大利将封锁隔离措施扩大至全国。意大利部长会议主席（总理）孔特宣布从当日起限制整个意大利的人员移动，除非有紧急的健康或工作原因，意大利人被告知不要离家。截止当日，意大利全国已有9,172例确诊，463例死亡病例。
同日，玻利维亚、布基纳法索、刚果民主共和国、牙买加、蒙古、北塞浦路斯和土耳其报告首例2019冠状病毒病确诊病例。
3月10日，比利時、摩洛哥報告首例嚴重特殊傳染性肺炎死亡個案。
美东时间3月11日晚，美国总统特朗普发表全国电视讲话，宣布自3月13日起的30天内，将暂停「从欧洲（除英国外）到美国的所有旅行」。3月14日，美国宣布将来自英国和爱尔兰的访客添加到禁止入境的名单。
同日，圣文森特和格林纳丁斯和特立尼达和多巴哥告首例2019冠状病毒病确诊病例。
3月11日，印尼、保加利亞、阿爾巴尼亞、瑞典、愛爾蘭、巴拿馬、圭亞那報告首例嚴重特殊傳染性肺炎死亡個案。
3月12日，中华人民共和国国家卫生健康委员会发言人米锋表示，3月11日中国大陆新增确诊病例15例（其中武汉8例、境外输入6例），武汉新增病例降至个位数。以上信息提示，中国大陆本轮疫情流行高峰总体上已经过去，新增发病数在持续下降，疫情总体保持在较低水平。
同日，圣文森特和格林纳丁斯和特立尼达和多巴哥报告首例2019冠状病毒病确诊病例。
3月12日，印度、亞塞拜然、希臘、挪威、丹麥、波蘭、列支敦斯登、奧地利、阿爾及利亞、蘇丹報告首例嚴重特殊傳染性肺炎死亡個案。
3月13日，世卫组织总干事谭德塞在例行记者会上表示，目前123个国家和地区向世卫组织报告了13.2万多例COVID-19病例，死亡人数已超过5000人，这是一个令人悲伤的重大数据。欧洲现在已经成为大流行瘟疫的中心，报告的病例和死亡人数超过了除中国以外世界其他地区的总和。 此前一周内，包括丹麦、波兰、西班牙、拉脱维亚、捷克、匈牙利、阿根廷、厄瓜多尔、菲律宾和美国等多个国家宣布进入紧急状态。
同日，安提瓜和巴布达、埃塞俄比亚、加蓬、加纳、危地马拉、几内亚、哈萨克斯坦、肯尼亚、科索沃、波多黎各、圣卢西亚、苏丹、苏里南、美属维尔京群岛、乌拉圭和委内瑞拉报告首例2019冠状病毒病确诊病例。
3月13日，斯洛維尼亞、烏克蘭、厄瓜多報告首例嚴重特殊傳染性肺炎死亡個案。
3月14日晚，西班牙政府主席（首相）桑切斯宣布，为遏制新冠肺炎疫情，从即日起15天内，在西班牙全国范围内实施“封城”措施，除工作、购置食品药物、就医及其他必需和紧急情况外，所有民众和私人车辆禁止外出。同时，关闭全国除超市、药店、理发店等生活必需产品销售和服务外的公共场所。全国学校关闭，改为网络授课，减少客运交通运力。同日葡萄牙總理柯斯塔宣布，將關閉學校。這項持續實施到4月9日的舉措將影響160萬名學生；比利時除了關閉學校外，從3月14日開始，僅有提供必要服務的商店將維持正常營業。
随疫情蔓延，越来越多的国家开始关闭边界。3月14日，波兰总理莫拉维茨奇表示波兰将关闭边界10天，在铁路和空中交通方面，波兰政府仅允许国内线持续营运。3月14日下午丹麦也关闭了本国边界。
同日，中非共和国、刚果、赤道几内亚、斯威士兰、毛里塔尼亚、纳米比亚、卢旺达和塞舌尔报告首例2019冠状病毒病确诊病例。
3月15日，立陶宛禁止所有外国人入境。
同日，巴哈马、关岛和乌兹别克斯坦报告首例2019冠状病毒病确诊病例。
3月15日，土耳其、匈牙利、瓜地馬拉報告首例嚴重特殊傳染性肺炎死亡個案。
3月16日，阿根廷宣布在未来15天时间内阿根廷边界将关闭。
3月16日早8点起，德国关闭同法国、奥地利以及瑞士之间的边境。
3月16日，捷克政府宣布全面禁止人员流动，挪威政府关闭所有出入境港口和机场。拉脱维耶和爱沙尼亚也采取了限制人员流动的措施。俄罗斯政府宣布，关闭该国与波兰、挪威之间边界，在这些边境口岸禁止外国人入境。摩洛哥取消了与大约20个国家之间的民航和船运运输，其中也包括德国。
同日，贝宁、格陵兰、利比里亚、索马里和坦桑尼亚报告首例2019冠状病毒病确诊病例。
3月16日，巴林、葡萄牙、哥倫比亞、多明尼加報告首例嚴重特殊傳染性肺炎死亡個案。
3月中旬，又有包括利比亚、萨尔瓦多、南非、塞尔维亚、斯洛伐克、黎巴嫩、巴拿马、哈萨克斯坦在内的多个国家宣布进入紧急状态。
3月17日，巴巴多斯、冈比亚和黑山报告首例2019冠状病毒病确诊病例。
3月17日，冰島、巴西報告首例嚴重特殊傳染性肺炎死亡個案。
3月18日，吉布提、萨尔瓦多、吉尔吉斯斯坦、毛里求斯、尼加拉瓜和赞比亚报告首例2019冠状病毒病确诊病例。
3月18日，馬來西亞、孟加拉、巴基斯坦、摩爾多瓦、克羅埃西亞、突尼西亞、布吉納法索、古巴、哥斯大黎加報告首例嚴重特殊傳染性肺炎死亡個案。
3月19日，安哥拉、乍得、斐济、和尼日尔报告首例2019冠状病毒病确诊病例。
3月19日，義大利嚴重特殊傳染性肺炎死亡人數首次超越中國。
3月19日，墨西哥、秘魯報告首例嚴重特殊傳染性肺炎死亡個案。
3月20日，佛得角、东帝汶、马达加斯加、巴布亚新几内亚、乌干达和津巴布韦报告首例2019冠状病毒病确诊病例。
3月20日，以色列、塞爾維亞、立陶宛、加彭、模里西斯、牙買加、巴拉圭報告首例嚴重特殊傳染性肺炎死亡個案。
3月21日，厄立特里亚和德涅斯特河沿岸报告首例2019冠状病毒病确诊病例。
3月21日，新加坡、阿聯、賽普勒斯、芬蘭、波士尼亞與赫塞哥維納、迦納、波多黎各、智利報告首例嚴重特殊傳染性肺炎死亡個案。
3月22日，多米尼克、格林纳达、莫桑比克和叙利亚报告首例2019冠状病毒病确诊病例。
3月22日，阿富汗、羅馬尼亞、北馬其頓、捷克、剛果民主報告首例嚴重特殊傳染性肺炎死亡個案。
3月23日，世卫组织总干事谭德塞警告，新冠肺炎大流行呈加速传播趋势。从第一例报告病例到第一个10万例病例用了67天，但到第二个10万例仅用了11天，第三个10万例仅用了4天。同日，中国国务院总理兼中央应对疫情小组组长李克强宣布，以武汉市为主战场的中国本土疫情传播已基本阻断，抗疫获得初步成功。
同日，伯利兹和缅甸报告首例2019冠状病毒病确诊病例。
3月23日，辛巴威報告首例嚴重特殊傳染性肺炎死亡個案。
3月24日，老挝和利比亚报告首例2019冠状病毒病确诊病例。
3月24日，沙烏地阿拉伯、尼日、維德角報告首例嚴重特殊傳染性肺炎死亡個案。
3月25日，几内亚比绍、马里和圣基茨和尼维斯报告首例2019冠状病毒病确诊病例。
3月25日，瑞士、愛沙尼亞報告首例嚴重特殊傳染性肺炎死亡個案。
3月26日，美國嚴重特殊傳染性肺炎確診人數首次超越中國。
3月26日，俄羅斯、哈薩克斯坦、亞美尼亞、奈及利亞、肯亞、宏都拉斯、尼加拉瓜、委內瑞拉報告首例嚴重特殊傳染性肺炎死亡個案。
3月27日，烏茲別克、多哥、南非報告首例嚴重特殊傳染性肺炎死亡個案。
3月28日，約旦、卡達、馬利、烏拉圭首例嚴重特殊傳染性肺炎死亡個案。
3月29日，斯里蘭卡、敘利亞、象牙海岸、喀麥隆、安哥拉、玻利維亞、紐西蘭報告首例嚴重特殊傳染性肺炎死亡個案。
3月30日，斯洛伐克、茅利塔尼亞報告首例嚴重特殊傳染性肺炎死亡個案。
3月31日，緬甸、白俄羅斯、剛果共和國、坦尚尼亞、薩爾瓦多報告首例嚴重特殊傳染性肺炎死亡個案。
3月30日，博茨瓦纳报告首例2019冠状病毒病确诊病例。
3月31日，布隆迪、顿涅茨克、卢甘斯克、塞拉利昂和索马里兰报告首例2019冠状病毒病确诊病例。

### 4月
4月1日，世卫组织总干事谭德赛在疫情媒体通报会上表示对感染迅速攀升和全球蔓延深感忧虑。谭德赛表示， 在过去五周里，新增病例的数量呈近乎指数级增长趋势，遍及几乎每个国家、领土和地区。过去一周，死亡人数增加了一倍多。在接下来的几天里，将达到100万确诊病例，5万人死亡。 虽然非洲、中美洲和南美洲报告的确诊病例相对较少，但COVID-19可能会对这些地区产生严重的社会、经济和政治后果。
4月1日，阿曼、波札那報告首例嚴重特殊傳染性肺炎死亡個案。
截至美国东部时间4月2日下午4时，全球新冠肺炎发病数超过百万，死亡病例超过5万。
4月2日，俄罗斯政府决定将带薪非工作周延至4月30日。美国已有30个州被批准宣告进入“重大灾难状态”，多个州宣布“居家隔离令”。意大利政府决定将此前采取的防控新冠疫情的所有限制措施延长至4月13日。
同日，马拉维报告首例2019冠状病毒病确诊病例。
4月2日，吉爾吉斯、利比亞、塞內加爾、尚比亞報告首例嚴重特殊傳染性肺炎死亡個案。
4月3日，中华人民共和国国务院发布公告称，为表达全国抗疫斗争中牺牲烈士和逝世同胞的深切哀悼，决定2020年4月4日清明节举行全国性哀悼活动。在此期间，全国和驻外使领馆下半哀，停止公共娱乐活动。2020年4月4日10时起，全国人民默哀3分钟，汽车、火车、舰船鸣笛，防空警报鸣响。全国大多数电视频道都将台徽调成灰色并转播央视综合频道的节目，部分网站也将主色调调成灰色。
4月3日，拉脫維亞、蘇利南報告首例嚴重特殊傳染性肺炎死亡個案。
4月4日，美国确诊人数突破30万，特朗普在当天举行的白宫记者发布会上警告说，在未来的两周美国将迎来新冠病毒疫情最艰难的时刻，他并预测死亡人数将会激增：“不幸的是”，在未来两周，“将会有很多人死亡”，“如果不配合抗疫措施，死的人会更多”。
4月4日，喬治亞、賴比瑞亞報告首例嚴重特殊傳染性肺炎死亡個案。
同日，西班牙首相桑切斯将封锁措施延长至4月25日，英国新冠病毒死亡病例再创新高，有708人死亡，累计死亡4313例。
4月5日，南苏丹报告首例2019冠状病毒病确诊病例。
4月5日，科威特、衣索比亞、聖克里斯多福及尼維斯報告首例嚴重特殊傳染性肺炎死亡個案。
4月6日，圣多美和普林西比报告首例2019冠状病毒病确诊病例。
4月6日，貝南、海地報告首例嚴重特殊傳染性肺炎死亡個案。
4月7日傍晚，日本首相安倍晋三在日本政府新型冠状病毒感染对策本部会议上宣布：东京、神奈川、埼玉、千叶、大阪、兵库、福冈7个都府县进入紧急事态，时间将持续至5月6日。安倍称，日本近期患者正在成倍增长，按现在的节奏，2周后患者将增至1万人，1个月后将超过8万人。
4月7日，馬拉威、貝里斯報告首例嚴重特殊傳染性肺炎死亡個案。
同日，阿布哈兹和阿尔察赫共和国报告首例2019冠状病毒病确诊病例。
4月10日，也门报告首例2019冠状病毒病确诊病例。
4月11日，全球累计死亡病例超越10万人。
4月14日，蒲隆地報告首例嚴重特殊傳染性肺炎死亡個案。
4月15日，幾內亞報告首例嚴重特殊傳染性肺炎死亡個案。
4月16日，史瓦帝尼報告首例嚴重特殊傳染性肺炎死亡個案。
4月20日，法屬圭亞那報告首例嚴重特殊傳染性肺炎死亡個案。
4月21日，赤道幾內亞報告首例嚴重特殊傳染性肺炎死亡個案。
4月28日，美国新冠肺炎确诊人数超过100万人，成为全球第一个确诊病例超过100万例的国家。
4月28日，据英国《每日星报》网站报道，印度国家生物医学基因组学研究所的研究人员发现，严重急性呼吸系统综合征冠状病毒2已变异出至少10种不同变种，其中一种名为A2a的变种比其他变种更容易在人际间传播。
4月23日，獅子山報告首例嚴重特殊傳染性肺炎死亡個案。
4月26日，幾內亞比索報告首例嚴重特殊傳染性肺炎死亡個案。
4月28日，查德報告首例嚴重特殊傳染性肺炎死亡個案。
4月29日，馬爾地夫、葉門報告首例嚴重特殊傳染性肺炎死亡個案。
4月30日，科摩罗和塔吉克斯坦报告首例2019冠状病毒病确诊病例。

### 5月
5月2日，塔吉克報告首例嚴重特殊傳染性肺炎死亡個案。
5月6日，南奥塞梯报告首例2019冠状病毒病确诊病例。
5月10日至5月11日，武汉卫健委通报了6个新增病例，所有病例皆出自武汉市东西湖区长青街三民小区，这也导致该小区重新封闭。 5月11日晚，武汉市发布了《关于开展全市新冠病毒核酸筛查的紧急通知》，要求全市所有小区开展长达十天的全民检测。5月12日起，武汉市各小区陆续开始各自小区内部长达十天的全民检测。
5月13日，莱索托报告首例2019冠状病毒病确诊病例，非洲所有国家均报告确诊病例。
5月14日，南蘇丹報告首例嚴重特殊傳染性肺炎死亡個案。
5月16日，尼泊爾、馬達加斯加報告首例嚴重特殊傳染性肺炎死亡個案。
5月18日，为期两天的世界卫生大会（WHA）在瑞士日内瓦开幕。中国领导人习近平在大会开幕式上通过远程电视电话表承诺将在未来两年中向世界各国提供20亿美元的援助。
5月20日，澳洲倡議就肺炎病毒溯源展開獨立調查提案得到194個成員國同意，在世界衛生大會獲得通過。澳洲的獨立調查提案在投票前一直被中國反對，即使面對110多個國家在世界衛生大會表態支持對病毒疫情進行獨立調查，中國外交部發言人趙立堅在例行記者會上仍重申北京當局的立場，稱在疫情尚未結束之際，現在就進行這樣的調查還為時過早。澳洲堅持推動獨立調查導致與中國的關係惡化，中國駐澳大利亞大使成競業警告澳洲政府，指澳洲的做法會引發中國消費者不滿，澳洲的葡萄酒、牛肉等農產品及旅遊業都有機會被杯葛，中國商務部則已宣布針對澳洲出口的大麥加徵80%關稅，但澳洲沒有屈服，並聯合歐盟在世衛大會提交獨立調查草案，當提案獲世衛大會通過後，中國駐澳大利亞大使館批評澳洲推動獨立調查自覺取得勝利的態度是「笑話」。
5月23日，中非共和國報告首例嚴重特殊傳染性肺炎死亡個案。
5月25日，莫三比克報告首例嚴重特殊傳染性肺炎死亡個案。
5月26日，西撒哈拉報告首例嚴重特殊傳染性肺炎死亡個案。
5月27日，美國嚴重特殊傳染性肺炎死亡人數超過10万人，成为全球第一个死亡病例超过10万例的国家。
五月，嚴重特殊傳染性肺炎在俄罗斯、巴西、印度及秘鲁大规模爆发，截止5月24日，俄罗斯有34.4万确诊病例，巴西有34.9万确诊病例，印度有13.1万确诊病例，秘鲁有11.5万确诊病例。
由於美国黑人乔治·弗洛伊德被白人警察德里克·肖万暴力執法致死，喬治·佛洛伊德之死的抗議潮引發美國30年以來最大的動亂，確診數字有上升的趨勢。該名受害黑人因為疫情失業，後來屍檢報告中也確診得病。。
5月31日，盧安達報告首例嚴重特殊傳染性肺炎死亡個案。

### 6月
6月11日，美国嚴重特殊傳染性肺炎确诊人数超过200万人。
6月12日到13日，北京新增4例嚴重特殊傳染性肺炎确诊，且46人咽拭子呈阳性。全部人员均有北京丰台新发地批发市场工作和前往史。6月13日当日，北京市丰台区启动战时管控。
6月13、14日，北京市均新增36例本土嚴重特殊傳染性肺炎确诊病例，13日至20日累计确诊超过200例。截至2020年6月20日北京市累计确诊799例。
6月17日，中華人民共和國與部分非洲國家通过视频连线召开中非团结抗疫特别峰会。联合国秘书长安东尼奥·古特雷斯與世界卫生组织总干事谭德塞应邀出席。
6月19日，巴西嚴重特殊傳染性肺炎确诊人数超过100万人，巴西成为继美国后全球第二个确诊病例超过100万例的国家。
6月27日，全球嚴重特殊傳染性肺炎确诊人数達1000万人、死亡人數近50萬人、康復人數近545萬人。

### 7月
7月6日，美国嚴重特殊傳染性肺炎确诊人数超过300万人。
7月9日，世界衛生組織總幹事谭德塞宣布成立调查委员会，全面调查嚴重特殊傳染性肺炎疫情。调查委员会主席由新西兰前总理海伦·克拉克和利比里亚前总统埃伦·约翰逊·瑟利夫担任。
7月9日，賴索托報告首例嚴重特殊傳染性肺炎死亡個案。
7月11日，納米比亞報告首例嚴重特殊傳染性肺炎死亡個案。
7月17日，巴西與印度嚴重特殊傳染性肺炎確診個案，分別衝破200萬例與100萬例。
7月23日，美国嚴重特殊傳染性肺炎确诊人数超过400万人。
7月24日，烏干達報告首例嚴重特殊傳染性肺炎死亡個案。
7月25日，阿拉伯撒哈拉民主共和国报告首例2019冠状病毒病确诊病例。
7月26日，朝鲜报告首例2019冠狀病毒病疑似病例。
7月30日，巴布亞紐幾內亞報告首例嚴重特殊傳染性肺炎死亡個案。

### 8月
8月1日，斐濟報告首例嚴重特殊傳染性肺炎死亡個案。
8月2日，越南報告首例嚴重特殊傳染性肺炎死亡個案。
8月7日，印度嚴重特殊傳染性肺炎确诊人数超过200万人。
8月8日，美國嚴重特殊傳染性肺炎確診人數超過500萬人，最居北美洲第一多，也是全世界第一多。
8月9日，巴西嚴重特殊傳染性肺炎確診人數超過300萬人。巴西嚴重特殊傳染性肺炎死亡人數亦超過10萬人，成為全球繼美國後第二個死亡病例超過10萬例的國家。
8月10日，全球嚴重特殊傳染性肺炎确诊人数達2000万人、死亡人數近73萬人、康復人數近1300萬人。
8月23日，印度嚴重特殊傳染性肺炎确诊人数超过300万人。
8月29日，美國嚴重特殊傳染性肺炎確診人數超過600萬人。

### 9月
9月1日，俄羅斯嚴重特殊傳染性肺炎确诊人数超过100万人。
9月3日，巴西嚴重特殊傳染性肺炎確診人數超過400萬人。
9月6日，印度嚴重特殊傳染性肺炎确诊人数超过400万人，确诊病例数居世界第二，超越巴西。
9月11日，聯合國大會以169票支持、2票反对（美國和以色列）的表決結果通過了有關應對嚴重特殊傳染性肺炎疫情的決議。該決議涵蓋新冠肺炎疫情的多個方面，包括「承認世衛組織（WHO）的關鍵領導作用，以及聯合國體系在促進和協調全球對這一流行病的全面反應方面的基本作用」。決議呼籲「加強國際合作和團結，以遏制、減輕並克服這一流行病及其後果」，決議又支持聯合國秘書長提出的全球停火倡議，同时呼籲「立即清除不合理的障礙」。
9月15日，印度嚴重特殊傳染性肺炎確診人數超過500萬人，列居亞洲第一。
9月17日，全球嚴重特殊傳染性肺炎確診人數達3000萬人、死亡人數近94萬人、康復人數近2180萬人。
9月18日，美國嚴重特殊傳染性肺炎死亡人數超過20萬人。
9月22日，美國嚴重特殊傳染性肺炎确诊人数超过700万人。
9月27日，印度嚴重特殊傳染性肺炎確診人數超過600萬人，
9月28日，全球各地嚴重特殊傳染性肺炎死亡人數超過100萬人。美國、印度、巴西，這三個疫情最嚴重的國家，死亡個案佔當中近一半。聯合國秘書長安東尼奧·古特雷斯形容，死亡數字高得難以想像，亦是一個非常慘痛的里程碑，而且外界分析相信，這個數字一定比實際死亡總數低，因為有不少死者從未做過病毒檢測，更不能排除有部分國家可能隱瞞了實際數字。世界衞生組織早前更警告，在疫苗可廣泛應用前，染病的死亡人數可能高達200萬。另外，世衞宣布將向低、中收入國家提供逾億新冠病毒快速檢測劑，以增加檢測率。

### 10月
10月2日，美国总统唐纳德·特朗普在推特宣布，他与夫人梅兰妮亚确诊罹患2019冠状病毒病。
10月3日，印度嚴重特殊傳染性肺炎死亡人數超過10萬人。
10月3日，所罗门群岛报告首例嚴重特殊傳染性肺炎确诊病例。
10月4日，日本嚴重特殊傳染性肺炎確診人數超越中國，則是第44個國家確診人數超越中國的一次。
10月5日，世衛組織報告說，全世界可能有十分之一的人受到感染，即7.8億人，而確診人數僅為3500萬。
10月9日，巴西嚴重特殊傳染性肺炎確診人數超過500萬人，列居南美洲第一慘。
10月10日，印度嚴重特殊傳染性肺炎確診人數超過700萬人。
10月12日，荷兰研究人员报告称，荷兰一名89岁女性二次感染COVID-19病毒后死亡。这是全球报告的首例二次感染死亡病例。截至當天，全球报告“二次感染”病例已经超过20例。
10月15日，美國嚴重特殊傳染性肺炎確診人數超過800萬人。
10月18日，全球嚴重特殊傳染性肺炎確診人數達4000萬人、死亡人數近112萬人、康復人數近2960萬人。
10月18日，比利時副總理兼外長蘇菲·威爾梅斯（Sophie Wilmès）確診新冠肺炎。。
10月20日，阿根廷嚴重特殊傳染性肺炎確診人數超過100萬人。
10月21日，德國衛生部長詹斯·斯潘（Jens Spahn）確診新冠肺炎。
10月22日，西班牙和法國嚴重特殊傳染性肺炎確診人數超過100萬人。
10月23日，全球嚴重特殊傳染性肺炎單日確診人數達51萬人，是歷來刷新確診數最多的一次。
10月23日，斯洛維尼亞外交部長安熱·洛加爾（Anze Logar）確診新冠肺炎。
10月23日，波蘭總統安傑伊·杜達確診新冠肺炎。
10月23日，法國嚴重特殊傳染性肺炎確診人數超過100萬人。
10月24日，烏克蘭首都基輔市長維塔利·克利奇科確診新冠肺炎。
10月24日，土耳其第一大城伊斯坦堡巿長埃克雷姆·伊馬姆奧盧確診新冠肺炎。
10月25日，哥倫比亞嚴重特殊傳染性肺炎確診人數超過100萬人。
10月25日，保加利亞總理博伊科·鮑里索夫確診新冠肺炎。
10月27日，歐盟執行委員會副主席席納斯確診新冠肺炎。
10月27日，FIFA主席詹尼·因凡蒂諾確診新冠肺炎。
10月28日，印度嚴重特殊傳染性肺炎確診人數超過800萬人。
10月28日，馬紹爾群島报告兩例嚴重特殊傳染性肺炎确诊病例。
10月29日，美國嚴重特殊傳染性肺炎確診人數超過900萬人。
10月30日，美國單日新增逾9.1萬新冠病例，也是確診人數新高紀錄。
10月31日，美國單日確診再度創新紀錄新增逾10萬新冠病例，超越了印度单日新增的记录。

### 11月
11月1日，英國嚴重特殊傳染性肺炎確診人數超過100萬人。
11月5日，美國單日確診再度創新紀錄新增逾10萬新冠病例，超越了10月31日單日新增的紀錄。
11月5日，全球嚴重特殊傳染性肺炎單日確診人數達62萬人，是歷來刷新確診數最多的一次。
11月6日，美國單日確診又再度創新紀錄新增逾12萬新冠病例，超越了11月5日單日新增的紀錄。
11月7日，美國單日確診又創新紀錄新增逾12萬新冠病例，美國連續三天單日確診創新高。
11月8日，美國嚴重特殊傳染性肺炎確診人數超過1000萬人。
11月8日，全球嚴重特殊傳染性肺炎確診人數達5000萬人、死亡人數近126萬人、康復人數近3520萬人。
11月9日，烏克蘭總統弗拉基米爾·澤連斯基確診新冠肺炎。
11月11日，美國單日確診又創新紀錄新增20萬新冠病例，美國單日確診創新高。
11月11日，萬那杜报告首例嚴重特殊傳染性肺炎确诊病例。
11月12日，義大利嚴重特殊傳染性肺炎確診人數超過100萬人。
11月13日，法國嚴重特殊傳染性肺炎確診人數超越俄羅斯。
11月15日，墨西哥嚴重特殊傳染性肺炎確診人數超過100萬人。
11月18日，法國嚴重特殊傳染性肺炎確診人數超過200萬人。
11月18日，萨摩亚报告首例2019冠状病毒病确诊病例。
11月19日，俄羅斯嚴重特殊傳染性肺炎確診人數超過200萬人。
11月19日，印度嚴重特殊傳染性肺炎確診人數超過900萬人。
11月19日，墨西哥嚴重特殊傳染性肺炎死亡人數超過10萬人，居全球第四。
11月21日，日本聲優小野坂昌也確診新冠肺炎。
11月21日，巴西嚴重特殊傳染性肺炎確診人數超過600萬人。
11月23日，貝里斯總理強尼·布里仙紐確診新冠肺炎。
11月26日，全球嚴重特殊傳染性肺炎確診人數破6000萬人、死亡人數逾141萬人、康復人數逾3840萬人。
11月26日，德國嚴重特殊傳染性肺炎確診人數超過100萬人。
11月30日，克羅埃西亞總理安德烈·普蘭科維奇確診新冠肺炎。

### 12月
12月，新冠肺炎第三種大流行病毒株「變種病毒Alpha（B.1.1.7）」。
12月2日，波蘭嚴重特殊傳染性肺炎確診人數超過100萬人。
12月3日，伊朗嚴重特殊傳染性肺炎確診人數超過100萬人。
12月5日，全球嚴重特殊傳染性肺炎單日確診和死亡人數達72萬人和1.3萬人，是歷來刷新確診數最多的一次。
12月7日，美國嚴重特殊傳染性肺炎確診人數超過1500萬人。
12月8日，摩爾多瓦總理離子·奇庫確診新冠肺炎。
12月12日，土耳其嚴重特殊傳染性肺炎確診人數超過170萬人，大暴增82萬例後，全球嚴重特殊傳染性肺炎單日確診人數達147萬人，是歷來刷新確診數最多的一次。
12月12日，全球嚴重特殊傳染性肺炎確診人數破7000萬人、死亡人數逾158萬人、康復人數逾4510萬人。
12月12日，美國單日確診創新高新增24萬多新冠個案，肺炎死亡人數超過30萬人，居全球第一。
12月13日，嚴重特殊傳染性肺炎疫苗在中國首次開打。
12月15日，日本聲優野中藍確診新冠肺炎。
12月17日，巴西嚴重特殊傳染性肺炎確診人數超過700萬人。
12月17日，法國總統艾曼紐·馬克宏確診新冠肺炎。
12月18日，印度嚴重特殊傳染性肺炎確診人數超過1000萬人。
12月18日，斯洛伐克總理伊戈爾·馬托維奇確診新冠肺炎。
12月20日，土耳其嚴重特殊傳染性肺炎確診人數超過200萬人。
12月20日，英國嚴重特殊傳染性肺炎確診人數超過200萬人。
12月22日，台灣相隔253天傳出本土確診個案，則是該地區本土零確診的最長記錄。
12月23日，駐紮南極洲的智利研究團隊36人確診新冠肺炎，代表地球所有大陸出現新冠肺炎個案。
12月24日，秘魯嚴重特殊傳染性肺炎確診人數超過100萬人。
12月24日，烏克蘭嚴重特殊傳染性肺炎確診人數超過100萬人。
12月24日，厄利垂亞報告首例嚴重特殊傳染性肺炎死亡個案。
12月25日，義大利嚴重特殊傳染性肺炎確診人數超過200萬人。
12月26日，俄羅斯嚴重特殊傳染性肺炎確診人數超過300萬人。
12月27日，全球嚴重特殊傳染性肺炎確診人數破8000萬人、死亡人數逾176萬人、康復人數逾4500萬人、施打疫苗數逾720萬人次。
12月28日，南非嚴重特殊傳染性肺炎確診人數超過100萬人。
12月29日，蒙古國報告首例嚴重特殊傳染性肺炎死亡個案。
12月31日，新冠肺炎已滿一週年，美國嚴重特殊傳染性肺炎確診人數超過2000萬人。

## 2021年

### 1月
1月7日，全球嚴重特殊傳染性肺炎單日確診人數達87萬人，是歷來刷新確診數第二高。
1月8日，西班牙嚴重特殊傳染性肺炎確診人數超過200萬人。
1月8日，巴西嚴重特殊傳染性肺炎死亡人數超過20萬人。
1月9日，不丹報告首例嚴重特殊傳染性肺炎死亡個案。
1月9日，巴西嚴重特殊傳染性肺炎確診人數超過800萬人。
1月10日，英國嚴重特殊傳染性肺炎確診人數超過300萬人。
1月11日，全球嚴重特殊傳染性肺炎確診人數破9000萬人、死亡人數逾193萬人。
1月11日，密克羅尼西亞報告首例嚴重特殊傳染性肺炎確診個案。
1月11日，葡萄牙總統馬塞洛·雷貝洛·德索薩（Marcelo Rebelo de Sousa）確診新冠肺炎。
1月12日，來自世界衛生組織的一組科學家將於本月14日抵達武漢。 這是為了確定SARS-CoV-2的起源，並確定原始宿主和人類之間的中間宿主是什麼。 隔日，兩名世衛組織成員被禁止進入中國，因為據該國說，在這兩個人都檢測到了針對該病毒的抗體。
1月15日，德國嚴重特殊傳染性肺炎確診人數超過200萬人。
1月16日，美國嚴重特殊傳染性肺炎死亡人數超過40萬人。
1月22日，美國嚴重特殊傳染性肺炎確診人數超過2500萬人。
1月23日，法國嚴重特殊傳染性肺炎確診人數超過300萬人。。
1月24日，哥倫比亞嚴重特殊傳染性肺炎確診人數超過200萬人。
1月24日，墨西哥總統羅培茲·歐布拉多（Andres Manuel Lopez Obrador）確診新冠肺炎。
1月26日，印尼嚴重特殊傳染性肺炎確診人數超過100萬人。
1月27日，全球新冠肺炎累计確診人數破1億人、死亡人數逾215萬人。
1月27日，英國嚴重特殊傳染性肺炎死亡人數超過10萬人。
1月28日，巴西嚴重特殊傳染性肺炎確診人數超過900萬人。

### 2月
2月3日，捷克嚴重特殊傳染性肺炎確診人數超過100萬人。
2月6日，荷蘭嚴重特殊傳染性肺炎確診人數超過100萬人。
2月10日，俄羅斯嚴重特殊傳染性肺炎確診人數超過400萬人。
2月10日，西班牙嚴重特殊傳染性肺炎確診人數超過300萬人。
2月11日，阿根廷嚴重特殊傳染性肺炎確診人數超過200萬人。
2月13日，英國嚴重特殊傳染性肺炎確診人數超過400萬人。
2月17日，墨西哥嚴重特殊傳染性肺炎確診人數超過200萬人。
2月17日，全球新冠肺炎累計確診人數破1.1億人、死亡人數逾243萬人。
2月19日，美國嚴重特殊傳染性肺炎死亡人數超過50萬人。
2月19日，巴西嚴重特殊傳染性肺炎確診人數超過1000萬人。

### 3月
3月5日，義大利嚴重特殊傳染性肺炎確診人數超過300萬人。
3月9日，義大利嚴重特殊傳染性肺炎死亡人數超過10萬人。
3月11日，柬埔寨報告首例嚴重特殊傳染性肺炎死亡個案。
3月12日，巴西單日確診創新紀錄新增8.5萬新冠個案，巴西單日確診創新高。
3月13日，巴西嚴重特殊傳染性肺炎確診個案數居世界第二，再超越印度。
3月13日，法國嚴重特殊傳染性肺炎確診人數超過400萬人。
3月14日，美國嚴重特殊傳染性肺炎確診人數超過3000萬人。
3月14日，全球新冠肺炎累計確診人數破1.2億人、死亡人數逾266萬人。
3月18日，巴西單日確診創新紀錄新增9萬新冠個案，巴西單日確診創新高。
3月20日，波蘭嚴重特殊傳染性肺炎確診人數超過200萬人。
3月22日，土耳其嚴重特殊傳染性肺炎確診人數超過300萬人。
3月25日，巴西嚴重特殊傳染性肺炎死亡人數超過30萬人。
3月26日，墨西哥嚴重特殊傳染性肺炎死亡人數超過20萬人。

### 4月
4月2日，智利嚴重特殊傳染性肺炎確診人數超過100萬人。
4月2日，全球新冠肺炎累計確診人數破1.3億人、死亡人數逾284萬人。
4月3日，俄羅斯嚴重特殊傳染性肺炎死亡人數超過10萬人。
4月4日，加拿大嚴重特殊傳染性肺炎確診人數超過100萬人。
4月5日，印度單日確診創新紀錄新增10萬新冠個案，印度單日確診創新高，是繼美國之後第2個單日新增超過10萬例的國家。
4月8日，伊朗嚴重特殊傳染性肺炎確診人數超過200萬人。
4月10日，羅馬尼亞嚴重特殊傳染性肺炎確診人數超過100萬人。
4月10日，印度單日確診創新紀錄新增15萬新冠個案，印度單日確診創新高。
4月11日，德國嚴重特殊傳染性肺炎確診人數超過300萬人。
4月11日，法國嚴重特殊傳染性肺炎確診人數超過500萬人，列居歐洲第一慘。
4月12日，印度嚴重特殊傳染性肺炎確診個案數居世界第二，再超越巴西，同時已累計1341萬確診。
4月14日，印度單日確診創新紀錄新增20萬新冠個案，印度單日確診創新高，是繼美國之後第2個單日新增超過20萬例的國家。
4月15日，土耳其嚴重特殊傳染性肺炎確診人數超過400萬人。
4月16日，法國嚴重特殊傳染性肺炎死亡人數超過10萬人。
4月17日，依據世界衛生組織指出，嚴重特殊傳染性肺炎已全數公開康復數目。
4月17日，全球新冠肺炎累計確診人數破1.4億人、死亡人數逾300萬人。
4月19日，印度嚴重特殊傳染性肺炎確診人數超過1500萬人。
4月21日，伊拉克嚴重特殊傳染性肺炎確診人數超過100萬人。
4月22日，印度單日確診創新紀錄新增30萬新冠個案，印度單日確診創新高，是全球單日新增最多的一次。
4月23日，烏克蘭嚴重特殊傳染性肺炎確診人數超過200萬人。
4月26日，菲律賓嚴重特殊傳染性肺炎確診人數超過100萬人。
4月28日，印度嚴重特殊傳染性肺炎死亡人數超過20萬人。
4月29日，全球新冠肺炎累計確診人數破1.5億人、死亡人數逾316萬人。
4月30日，義大利嚴重特殊傳染性肺炎確診人數超過400萬人。
4月30日，巴西嚴重特殊傳染性肺炎死亡人數超過40萬人。

### 5月
5月1日，印度單日確診創新紀錄新增40萬新冠個案，印度單日確診創新高，是全球單日新增最多的一次。
5月3日，阿根廷嚴重特殊傳染性肺炎確診人數超過300萬人。
5月3日，印度嚴重特殊傳染性肺炎確診人數超過2000萬人，成為全球繼美國後第二個確診個案超過2000萬例的國家。
5月6日，比利時嚴重特殊傳染性肺炎確診人數超過100萬人。
5月7日，瑞典嚴重特殊傳染性肺炎確診人數超過100萬人。
5月7日，巴西嚴重特殊傳染性肺炎確診人數超過1500萬人。
5月8日，土耳其嚴重特殊傳染性肺炎確診人數超過500萬人，列居西亞第一。
5月9日，寮國報告首例嚴重特殊傳染性肺炎死亡個案。
5月11日，哥倫比亞嚴重特殊傳染性肺炎確診人數超過300萬人。
5月12日，全球新冠肺炎累計確診人數破1.6億人、死亡人數逾332萬人。
5月15日，從2019年12月31日至今，根據世界衛服部指出，新冠疫情千萬嚴重國家(3)有美國、印度和巴西；百萬嚴重國家(25)有法國、土耳其、俄羅斯、英國、義大利、西班牙、德國、阿根廷、哥倫比亞、波蘭、伊朗、墨西哥、烏克蘭、秘魯、印尼、捷克、南非、荷蘭、加拿大、智利、菲律賓、伊拉克、羅馬尼亞、比利時和瑞典；嚴重國家有巴基斯坦、葡萄牙和以色列等71個國家(包括芬蘭)；高度國家有喀麥隆、薩爾瓦多、塞普勒斯等56個國家；中度國家有塞席爾、貝寧、關島等41個國家或地区(包括臺灣)；輕度國家有法羅群島、開曼群島、澳門等28個國家和地區。
5月16日，美國嚴重特殊傳染性肺炎死亡人數超過60萬人。
5月17日，印度嚴重特殊傳染性肺炎確診人數超過2500萬人，成為全球繼美國後第二個確診個案超過2500萬例的國家。
5月23日，印度嚴重特殊傳染性肺炎死亡人數超過30萬人。
5月23日，俄羅斯嚴重特殊傳染性肺炎確診人數超過500萬人。
5月30日，全球新冠肺炎累計確診人數破1.7億人、死亡人數逾354萬人。
5月31日，秘魯政府表示，衛生專家小組發現死亡數少計，政府依據專家小組建議重算之後，將全國COVID-19病歿數從原先公布的6萬9342人增至18萬764人。
5月31日，秘魯嚴重特殊傳染性肺炎死亡人數超過10萬人。

### 6月
6月2日，全球新冠肺炎累計確診人數已超越2020年實際人數，也是本年度最慘的一个月。
6月4日，臺灣嚴重特殊傳染性肺炎確診人數超過1萬人，並升級為高度地区。
6月9日，阿根廷嚴重特殊傳染性肺炎確診人數超過400萬人。
6月10日，伊朗嚴重特殊傳染性肺炎確診人數超過300萬人。
6月13日，秘魯嚴重特殊傳染性肺炎確診人數超過200萬人。
6月13日，阿富汗嚴重特殊傳染性肺炎確診人數超越中國，並升級為嚴重國家，則是第100個國家確診人數超越中國的一次。
6月20日，巴西嚴重特殊傳染性肺炎死亡人數超過50萬人。
6月21日，印尼嚴重特殊傳染性肺炎確診人數超過200萬人。
6月22日，哥倫比亞嚴重特殊傳染性肺炎死亡人數超過10萬人。
6月23日，印度嚴重特殊傳染性肺炎確診人數超過3000萬人，成為全球繼美國後第二個確診個案超過3000萬例的國家。
6月23日，全球新冠肺炎累計確診人數破1.8億人、死亡人數逾390萬人。
6月24日，哥倫比亞嚴重特殊傳染性肺炎確診人數超過400萬人。

### 7月
7月，新冠肺炎第四種大流行病毒株「變種病毒Delta（B.1.617.2）」。
7月2日，印度嚴重特殊傳染性肺炎死亡人數超過40萬人。
7月3日，南非嚴重特殊傳染性肺炎確診人數超過200萬人。
7月9日，孟加拉嚴重特殊傳染性肺炎確診人數超過100萬人。
7月9日，英國嚴重特殊傳染性肺炎確診人數超過500萬人。
7月14日，西班牙嚴重特殊傳染性肺炎確診人數超過400萬人。
7月15日，阿根廷嚴重特殊傳染性肺炎死亡人數超過10萬人。
7月15日，印尼單日確診創新紀錄新增11萬新冠個案，印尼單日確診創新高。
7月17日，全球新冠肺炎累計確診人數破1.9億人、死亡人數逾410萬人。
7月20日，俄羅斯嚴重特殊傳染性肺炎確診人數超過600萬人，暫居全球第四。
7月20日，美國嚴重特殊傳染性肺炎確診人數超過3500萬人。
7月20日，西班牙單日確診創新紀錄新增6萬新冠個案，西班牙單日確診創新高。
7月22日，印尼嚴重特殊傳染性肺炎確診人數超過300萬人。 
7月23日，巴基斯坦嚴重特殊傳染性肺炎確診人數超過100萬人。
7月25日，馬來西亞嚴重特殊傳染性肺炎確診人數超過100萬人。
7月25日，目前中非共和國、馬達加斯加優先解決死亡數。
7月27日，法國嚴重特殊傳染性肺炎確診人數超過600萬人。

### 8月
8月4日，全球新冠肺炎累計確診人數破2億人、死亡人數逾426萬人。
8月4日，印尼嚴重特殊傳染性肺炎死亡人數超過10萬人。
8月4日，伊朗嚴重特殊傳染性肺炎確診人數超過400萬人。
8月5日，巴西嚴重特殊傳染性肺炎確診人數超過2000萬人。
8月6日，日本嚴重特殊傳染性肺炎確診人數超過100萬人。
8月7日，阿根廷嚴重特殊傳染性肺炎確診人數超過500萬人。
8月7日，英國嚴重特殊傳染性肺炎確診人數超過600萬人。
8月11日，墨西哥嚴重特殊傳染性肺炎確診人數超過300萬人。
8月12日，土耳其嚴重特殊傳染性肺炎確診人數超過600萬人。
8月14日，葡萄牙嚴重特殊傳染性肺炎確診人數超過100萬人。
8月19日，伊朗嚴重特殊傳染性肺炎死亡人數超過10萬人。
8月19日，全球新冠肺炎累計確診人數破2.1億人、死亡人數逾441萬人。
8月20日，泰國嚴重特殊傳染性肺炎確診人數超過100萬人。
8月24日，以色列嚴重特殊傳染性肺炎確診人數超過100萬人。
8月24日，印尼嚴重特殊傳染性肺炎確診人數超過400萬人。

### 9月
9月1日，伊朗嚴重特殊傳染性肺炎確診人數超過500萬人。
9月1日，菲律賓嚴重特殊傳染性肺炎確診人數超過200萬人。
9月1日，美國嚴重特殊傳染性肺炎確診人數超過4000萬人。
9月3日，全球新冠肺炎累計確診人數破2.2億人、死亡人數逾456萬人。
9月4日，德國嚴重特殊傳染性肺炎確診人數超過400萬人。 
9月5日，俄羅斯嚴重特殊傳染性肺炎確診人數超過700萬人。
9月7日，英國嚴重特殊傳染性肺炎確診人數超過700萬人。
9月15日，馬來西亞嚴重特殊傳染性肺炎確診人數超過200萬人。
9月22日，俄羅斯嚴重特殊傳染性肺炎死亡人數超過20萬人。
9月22日，全球新冠肺炎累計確診人數破2.3億人、死亡人數逾472萬人。
9月24日，美國嚴重特殊傳染性肺炎死亡人數超過70萬人。
9月26日，土耳其嚴重特殊傳染性肺炎確診人數超過700萬人。 
9月29日，法國嚴重特殊傳染性肺炎確診人數超過700萬人。
9月29日，伊拉克嚴重特殊傳染性肺炎確診人數超過200萬人。
9月29日，荷蘭嚴重特殊傳染性肺炎確診人數超過200萬人。

### 10月
10月7日，英國嚴重特殊傳染性肺炎確診人數超過800萬人。
10月8日，美國嚴重特殊傳染性肺炎確診人數超過4500萬人。
10月9日，巴西嚴重特殊傳染性肺炎死亡人數超過60萬人。
10月9日，塞爾維亞嚴重特殊傳染性肺炎確診人數超過100萬人。
10月15日，全球新冠肺炎累計確診人數破2.4億人、死亡人數逾489萬人。
10月18日，俄羅斯嚴重特殊傳染性肺炎確診人數超過800萬人。
10月21日，哈薩克斯坦嚴重特殊傳染性肺炎確診人數超過100萬人。
10月23日，秘魯嚴重特殊傳染性肺炎死亡人數超過20萬人。
10月25日，西班牙嚴重特殊傳染性肺炎確診人數超過500萬人。
10月29日，波蘭嚴重特殊傳染性肺炎確診人數超過300萬人。
10月30日，英國嚴重特殊傳染性肺炎確診人數超過900萬人。
10月31日，土耳其嚴重特殊傳染性肺炎確診人數超過800萬人。
10月31日，哥倫比亞嚴重特殊傳染性肺炎確診人數超過500萬人。

### 11月
11月1日，全球新冠肺炎死亡病例超过500万例。
11月4日，烏克蘭嚴重特殊傳染性肺炎確診人數超過300萬人。
11月6日，全球新冠肺炎累計確診人數破2.5億人、死亡人數逾506萬人。 
11月9日，伊朗嚴重特殊傳染性肺炎確診人數超過600萬人。
11月10日，德國建議不要為30歲以下的人接種Moderna疫苗。
11月11日，越南嚴重特殊傳染性肺炎確診人數超過100萬人。
11月12日，泰國嚴重特殊傳染性肺炎確診人數超過200萬人。
11月13日，俄羅斯嚴重特殊傳染性肺炎確診人數超過900萬人。
11月14日，德國嚴重特殊傳染性肺炎確診人數超過500萬人。
11月14日，斯洛伐克嚴重特殊傳染性肺炎確診人數超過100萬人。
11月18日，奧地利嚴重特殊傳染性肺炎確診人數超過100萬人。
11月20日，匈牙利嚴重特殊傳染性肺炎確診人數超過100萬人。
11月22日，德國嚴重特殊傳染性肺炎死亡人數超過10萬人。
11月25日，英國嚴重特殊傳染性肺炎確診人數超過1000萬人。
11月25日，捷克嚴重特殊傳染性肺炎確診人數超過200萬人。
11月27日，全球新冠肺炎累計確診人數破2.6億人、死亡人數逾521萬人。
11月29日，義大利嚴重特殊傳染性肺炎確診人數超過500萬人。
11月30日，美國嚴重特殊傳染性肺炎死亡人數超過80萬人。
11月，隨著歐洲疫情吃緊，歐洲多國收緊防疫措施，不過此舉引發歐洲多國民眾抗議。

### 12月
12月，新冠肺炎第五種大流行病毒株「Omicron亞型變種病毒BA.1」。
12月1日，瑞士嚴重特殊傳染性肺炎確診人數超過100萬人。
12月3日，德國嚴重特殊傳染性肺炎確診人數超過600萬人。
12月3日，南非嚴重特殊傳染性肺炎確診人數超過300萬人。 
12月6日，美國嚴重特殊傳染性肺炎確診人數超過5000萬人。
12月10日，土耳其嚴重特殊傳染性肺炎確診人數超過900萬人。
12月10日，約旦嚴重特殊傳染性肺炎確診人數超過100萬人。
12月10日，法國嚴重特殊傳染性肺炎確診人數超過800萬人。
12月12日，全球新冠肺炎累計確診人數破2.7億人、死亡人數逾533萬人。
12月13日，希臘嚴重特殊傳染性肺炎確診人數超過100萬人。
12月16日，中國大陸嚴重特殊傳染性肺炎確診人數超過10萬人。
12月18日，比利時嚴重特殊傳染性肺炎確診人數超過200萬人。
12月18日，俄羅斯嚴重特殊傳染性肺炎確診人數超過1000萬人。 
12月28日，全球新冠肺炎累計確診人數破2.8億人、死亡人數逾540萬人。
12月29日，美國單日確診再度創新紀錄新增逾50萬新冠個案，再超越了印度單日新增的記錄。

## 2022年

### 1月
1月1日，新冠肺炎確診已滿2週年，法國嚴重特殊傳染性肺炎確診人數超過1000萬人。 
1月4日，全球嚴重特殊傳染性肺炎確診人數破2.9億人染疫、死亡人數逾544萬人。
1月7日，全球嚴重特殊傳染性肺炎確診人數破3億人染疫、死亡人數逾548萬人。
1月9日，美國嚴重特殊傳染性肺炎確診人數超過6000萬人。 
1月9日，摩洛哥嚴重特殊傳染性肺炎確診人數超過100萬人。 
1月9日，澳大利亞嚴重特殊傳染性肺炎確診人數超過100萬人。 
1月10日，土耳其嚴重特殊傳染性肺炎確診人數超過1000萬人。
1月11日，愛爾蘭嚴重特殊傳染性肺炎確診人數超過100萬人。
1月11日，丹麥嚴重特殊傳染性肺炎確診人數超過100萬人。
1月12日，全球嚴重特殊傳染性肺炎確診人數破3.1億人染疫、死亡人數逾550萬人。
1月14日，全球嚴重特殊傳染性肺炎確診人數破3.2億人染疫、死亡人數逾553萬人。
1月14日，美國單日確診再度創新紀錄新增逾88萬新冠個案，是歷來刷新全國確診數最多的一次。 
1月15日，全球嚴重特殊傳染性肺炎單日確診人數達350萬人，是歷來刷新確診數最多的一次。
1月17日，古巴嚴重特殊傳染性肺炎確診人數超過100萬人。 
1月18日，全球嚴重特殊傳染性肺炎確診人數破3.3億人染疫、死亡人數逾555萬人。
1月18日，喬治亞嚴重特殊傳染性肺炎確診人數超過100萬人。
1月20日，日本嚴重特殊傳染性肺炎確診人數超過200萬人。 
1月21日，全球嚴重特殊傳染性肺炎確診人數破3.4億人染疫、死亡人數逾558萬人。
1月21日，美國嚴重特殊傳染性肺炎確診人數超過7000萬人。 
1月24日，義大利嚴重特殊傳染性肺炎確診人數超過1000萬人。 
1月24日，全球嚴重特殊傳染性肺炎確診人數破3.5億人染疫、死亡人數逾560萬人。
1月25日，印度嚴重特殊傳染性肺炎確診人數超過4000萬人。 
1月27日，全球嚴重特殊傳染性肺炎確診人數破3.6億人染疫、死亡人數逾565萬人。
1月30日，全球嚴重特殊傳染性肺炎確診人數破3.7億人染疫、死亡人數逾568萬人。

### 2月
2月2日，全球嚴重特殊傳染性肺炎確診人數破3.8億人染疫、死亡人數逾570萬人。
2月2日，西班牙嚴重特殊傳染性肺炎確診人數超過1000萬人。 
2月2日，德國嚴重特殊傳染性肺炎確診人數超過1000萬人。
2月4日，法國嚴重特殊傳染性肺炎確診人數超過2000萬人。
2月4日，日本嚴重特殊傳染性肺炎確診人數超過300萬人。
2月6日，全球嚴重特殊傳染性肺炎確診人數破3.9億人染疫、死亡人數逾576萬人。
2月6日，南韓嚴重特殊傳染性肺炎確診人數超過100萬人。
2月7日，保加利亞嚴重特殊傳染性肺炎確診人數超過100萬人。 
2月9日，全球嚴重特殊傳染性肺炎確診人數破4億人染疫、死亡人數逾577萬人。
2月10日，克羅埃西亞嚴重特殊傳染性肺炎確診人數超過100萬人。 
2月11日，黎巴嫩嚴重特殊傳染性肺炎確診人數超過100萬人。
2月11日，挪威嚴重特殊傳染性肺炎確診人數超過100萬人。
2月13日，全球嚴重特殊傳染性肺炎確診人數破4.1億人染疫、死亡人數逾581萬人。
2月16日，日本嚴重特殊傳染性肺炎確診人數超過400萬人。 
2月18日，全球嚴重特殊傳染性肺炎確診人數破4.2億人染疫、死亡人數逾587萬人。
2月21日，南韓嚴重特殊傳染性肺炎確診人數超過200萬人。
2月23日，南韓單日確診再度創新紀錄新增逾17萬新冠個案，是歷來刷新流行性確診數最多的一次。
2月24日，全球嚴重特殊傳染性肺炎確診人數破4.3億人染疫、死亡人數逾592萬人。
2月28日，南韓嚴重特殊傳染性肺炎確診人數超過300萬人。

### 3月
3月，新冠肺炎第六種大流行病毒株「Omicron亞型變種病毒BA.2」。
3月2日，日本嚴重特殊傳染性肺炎確診人數超過500萬人。 
3月3日，全球嚴重特殊傳染性肺炎確診人數破4.4億人染疫、死亡人數逾598萬人。
3月3日，突尼西亞嚴重特殊傳染性肺炎確診人數超過100萬人。 
3月4日，全球嚴重特殊傳染性肺炎死亡人數逾600萬人。
3月5日，南韓嚴重特殊傳染性肺炎確診人數超過400萬人。
3月6日，南韓單日確診再度創新紀錄新增逾26萬新冠個案，是歷來刷新流行性確診數最多的一次，也是單日確診全球居冠。 
3月8日，南韓嚴重特殊傳染性肺炎確診人數超過500萬人。
3月9日，南韓單日確診再度創新紀錄新增逾34萬新冠個案，是歷來刷新流行性確診數最多的一次，也是連續性單日確診全球居冠。 
3月9日，南韓嚴重特殊傳染性肺炎確診個案數超越日本，同時已累計540萬確診。
3月9日，全球嚴重特殊傳染性肺炎確診人數破4.5億人染疫、死亡人數逾604萬人。
3月11日，南韓嚴重特殊傳染性肺炎確診人數超過600萬人。
3月12日，南韓單日確診再度創新紀錄新增逾38萬新冠個案，是歷來刷新流行性確診數最多的一次，也是連續性單日確診全球居冠。 
3月15日，南韓嚴重特殊傳染性肺炎確診人數超過700萬人。
3月15日，南韓嚴重特殊傳染性肺炎確診國家已列入主要國家。
3月15日，全球嚴重特殊傳染性肺炎確診人數破4.6億人染疫、死亡人數逾607萬人。
3月17日，南韓嚴重特殊傳染性肺炎確診人數超過800萬人。
3月17日，南韓單日確診再度創新紀錄新增逾62萬新冠個案，是歷來刷新流行性確診數最多的一次，也是連續性單日確診全球居冠。
3月18日，英國嚴重特殊傳染性肺炎確診人數超過2000萬人。
3月18日，日本嚴重特殊傳染性肺炎確診人數超過600萬人。
3月19日，中國內地再度出現2宗死亡個案。
3月19日，南韓嚴重特殊傳染性肺炎確診人數超過900萬人。
3月19日，香港嚴重特殊傳染性肺炎確診人數超過100萬人。
3月19日，新加坡嚴重特殊傳染性肺炎確診人數超過100萬人。
3月21日，全球嚴重特殊傳染性肺炎確診人數破4.7億人染疫、死亡人數逾610萬人。
3月22日，南韓嚴重特殊傳染性肺炎確診人數超過1000萬人。
3月23日，立陶宛嚴重特殊傳染性肺炎確診人數超過100萬人。 
3月24日，美國嚴重特殊傳染性肺炎死亡人數逾100萬人。
3月25日，德國嚴重特殊傳染性肺炎確診人數超過2000萬人。
3月27日，全球嚴重特殊傳染性肺炎確診人數破4.8億人染疫、死亡人數逾614萬人。 
3月28日，越南嚴重特殊傳染性肺炎確診國家已列入主要國家。
3月28日，南韓嚴重特殊傳染性肺炎確診人數超過1200萬人，1萬5000人死亡。
3月28日，美國嚴重特殊傳染性肺炎確診人數超過8000萬人。
3月31日，南韓嚴重特殊傳染性肺炎確診人數超過1300萬人，1萬6230人死亡。

### 4月
4月3日，全球嚴重特殊傳染性肺炎確診人數破4.9億人染疫、死亡人數逾617萬人。 
4月4日，巴西嚴重特殊傳染性肺炎確診人數超過3000萬人。
4月7日，越南嚴重特殊傳染性肺炎確診人數超過1000萬人。
4月10日，日本嚴重特殊傳染性肺炎確診人數超過700萬人。
4月13日，全球嚴重特殊傳染性肺炎確診人數破5億人染疫、死亡人數逾621萬人。
4月20日，全球新冠肺炎累計確診人數已超越2021年實際人數，也是本年度最慘的一年。
4月20日，斯洛維尼亞嚴重特殊傳染性肺炎確診人數超過100萬人。 
4月21日，芬蘭嚴重特殊傳染性肺炎確診人數超過100萬人。 
4月27日，全球嚴重特殊傳染性肺炎確診人數破5.1億人染疫、死亡人數逾625萬人。
4月29日，台灣嚴重特殊傳染性肺炎確診人數超過10萬人。

### 5月
5月2日，內蓋夫本-古里安大學的研究团队表示，Delta毒株仍在“隐秘传播”。
5月4日，台灣嚴重特殊傳染性肺炎確診人數超過20萬人。
5月5日，日本嚴重特殊傳染性肺炎確診人數超過800萬人。
5月7日，台灣嚴重特殊傳染性肺炎確診人數超過30萬人。
5月9日，紐西蘭嚴重特殊傳染性肺炎確診人數超過100萬人。 
5月10日，台灣嚴重特殊傳染性肺炎確診人數超過40萬人。
5月11日，台灣嚴重特殊傳染性肺炎確診人數超過50萬人。
5月12日，朝鲜报告首例2019冠状病毒病确诊病例。
5月13日，全球嚴重特殊傳染性肺炎確診人數破5.2億人染疫、死亡人數逾629萬人。
5月14日，朝鮮報告首例嚴重特殊傳染性肺炎死亡個案。
5月15日，從2019年12月31日至今，根據世界衛服部指出，新冠疫情千萬嚴重國家(12)有美國、印度、巴西、法國、德國、英國、俄羅斯、南韓、義大利、土耳其、西班牙、越南；百萬嚴重國家有阿根廷、日本、荷蘭、伊朗、澳大利亞等50個國家；嚴重國家有白俄羅斯、尼泊爾、蒙古國、台灣、北韓等50個國家；高度國家有寮國、吉爾吉斯、冰島、馬爾地夫、阿富汗等87個國家；中度國家有荷屬加勒比、厄利垂亞、尼日、聖文森、萬那杜群島等23個國家或地區；輕度國家有蒙哲臘、澳門等9個國家和地區。
5月16日，朝鮮嚴重特殊傳染性肺炎確診人數超過100萬人。朝鮮單日確診再度創新紀錄新增逾39萬新冠個案，是歷來刷新確診數最多的一次，也是連續性單日確診全球居冠。目前累計逾121萬人確診、50人死亡。升級為百萬嚴重國家。
5月19日，台灣嚴重特殊傳染性肺炎確診人數超過100萬人。
5月20日，朝鮮嚴重特殊傳染性肺炎確診人數超過200萬人。
5月25日，朝鮮嚴重特殊傳染性肺炎確診人數超過300萬人。
5月31日，台灣嚴重特殊傳染性肺炎確診人數超過200萬人。

### 6月
6月1日，全球嚴重特殊傳染性肺炎確診人數破5.3億人染疫、死亡人數逾631萬人。
6月5日，朝鮮嚴重特殊傳染性肺炎確診人數超過400萬人。
6月10日，日本嚴重特殊傳染性肺炎確診人數超過900萬人。
6月14日，台灣嚴重特殊傳染性肺炎確診人數超過300萬人。
6月17日，法國嚴重特殊傳染性肺炎確診人數超過3000萬人。
6月23日，全球嚴重特殊傳染性肺炎確診人數破5.4億人染疫、死亡人數逾635萬人。
6月30日，全球嚴重特殊傳染性肺炎確診人數破5.5億人染疫、死亡人數逾636萬人。

### 7月
7月，新冠肺炎第七種大流行病毒株「Omicron亞型變種病毒BA.5」。
7月4日，澳門報告首例嚴重特殊傳染性肺炎死亡個案。 
7月8日，美國嚴重特殊傳染性肺炎確診人數超過9000萬人。
7月8日，台灣嚴重特殊傳染性肺炎確診人數超過400萬人。
7月10日，全球嚴重特殊傳染性肺炎確診人數破5.6億人染疫、死亡人數逾637萬人。 
7月14日，日本嚴重特殊傳染性肺炎確診人數超過1000萬人，並列為主要國家。
7月17日，義大利嚴重特殊傳染性肺炎確診人數超過2000萬人。
7月21日，德國嚴重特殊傳染性肺炎確診人數超過3000萬人。
7月21日，全球嚴重特殊傳染性肺炎確診人數破5.7億人染疫、死亡人數逾640萬人。
7月22日，瓜地馬拉嚴重特殊傳染性肺炎確診人數超過100萬人。
7月23日，日本單日確診創新紀錄新增逾20萬新冠個案，是歷來刷新流行性確診數最多的一次，也是首次單日確診全球居冠。 
7月24日，玻利維亞嚴重特殊傳染性肺炎確診人數超過100萬人。
7月25日，哥斯大黎加嚴重特殊傳染性肺炎確診人數超過100萬人。
7月26日，日本單日確診創新紀錄新增逾32萬新冠個案，是歷來刷新流行性確診數最多的一次，也是首次單日確診全球居冠。
7月30日，法國嚴重特殊傳染性肺炎確診個案數居世界第三，超越巴西。
7月30日，全球嚴重特殊傳染性肺炎確診人數破5.8億人染疫、死亡人數逾642萬人。

### 8月
8月3日，南韓嚴重特殊傳染性肺炎確診人數超過2000萬人。
8月5日，目前朝鮮、喀麥隆優先解決死亡數。 
8月9日，阿聯嚴重特殊傳染性肺炎確診人數超過100萬人。
8月9日，全球嚴重特殊傳染性肺炎確診人數破5.9億人染疫、死亡人數逾644萬人。
8月20日，台灣嚴重特殊傳染性肺炎確診人數超過500萬例。
8月21日，全球嚴重特殊傳染性肺炎確診人數破6億人染疫、死亡人數逾647萬人。
8月29日，澳大利亞嚴重特殊傳染性肺炎確診人數超過1000萬人。

### 9月
9月6日，全球嚴重特殊傳染性肺炎確診人數破6.1億人染疫、死亡人數逾651萬人。 
9月13日，日本嚴重特殊傳染性肺炎確診人數超過2000萬人。
9月13日，俄羅斯嚴重特殊傳染性肺炎確診人數超過2000萬人。
9月14日，世界衛生組織總幹事譚德塞表示，9月5日到9月11日，全球新通報的確診病例為310萬，較前一週下降28％；死亡個案數則約1.1萬，也較前一週下降22％，降至2020年3月以來的最低紀錄。
9月19日，厄瓜多嚴重特殊傳染性肺炎確診人數超過100萬人。
9月27日，全球嚴重特殊傳染性肺炎確診人數破6.2億人染疫、死亡人數逾654萬人。

### 10月
10月12日，尼泊爾嚴重特殊傳染性肺炎確診人數超過100萬人。
10月29日，全球嚴重特殊傳染性肺炎確診人數破6.3億人染疫、死亡人數逾660萬人。

### 11月
11月17日，美國嚴重特殊傳染性肺炎確診人數超過1億人，是全球首次確診破億的國家。
11月18日，全球嚴重特殊傳染性肺炎確診人數破6.4億人染疫、死亡人數逾662萬人。
11月20日，波多黎各嚴重特殊傳染性肺炎確診人數超過100萬人。
11月20日，中國內地再度出現1宗死亡個案。
11月21日，中國內地出現2宗死亡個案。
11月29日，巴拿馬嚴重特殊傳染性肺炎確診人數超過100萬人。

### 12月
12月7日，全球嚴重特殊傳染性肺炎確診人數破6.5億人染疫、死亡人數逾665萬人。中国政府颁布“新十条”，事实上放弃实施近三年的“动态清零”，转为寻求与病毒共存。
12月13日，蒙古國嚴重特殊傳染性肺炎確診人數超過100萬人。 
12月17日，烏拉圭嚴重特殊傳染性肺炎確診人數超過100萬人。
12月22日，中國單日新增嚴重特殊傳染性肺炎確診人數超過694萬人，創新全球最高。
12月25日，全球嚴重特殊傳染性肺炎確診人數破6.6億人染疫、死亡人數逾668萬人。
12月30日，日本嚴重特殊傳染性肺炎確診個案數再超越南韓，同時已累計2900萬確診。

## 2023年

### 1月
1月1日，中國嚴重特殊傳染性肺炎確診人數超過8000萬人，感染人數超過11億。
1月6日，日本嚴重特殊傳染性肺炎確診人數超過3000萬人。 
1月8日，阿根廷嚴重特殊傳染性肺炎確診人數超過1000萬人。
1月8日，臺灣嚴重特殊傳染性肺炎確診人數超過900萬人。
1月10日，世卫组织发言人卡拉·德赖斯代尔（Carla Drysdale）在发布会上宣布，世卫组织突发事件委员会定当地时间1月27日开会，探讨2019冠状病毒病疫情大流行是否仍构成全球卫生紧急事件。
1月14日，全球嚴重特殊傳染性肺炎確診人數破6.7億人染疫、死亡人數逾673萬人。
1月22日，南韓嚴重特殊傳染性肺炎確診人數超過3000萬人。
1月30日，世卫组织表示，2019冠状病毒疾病依旧维持全球最高的警戒级别。

### 2月
2月10日，约翰·霍普金斯大学新冠资源中心（The Johns Hopkins Coronavirus Resource Center）宣布，该中心将于2023年3月10日起停止搜集和报告新冠疫情数据。
2月25日，臺灣嚴重特殊傳染性肺炎確診人數超過1000萬人。也是第16個確診破千萬的地区。

## 註解
1. ↑  由细菌、病毒、衣原体和支原体等多种微生物所引起的肺炎的泛称。
2. ↑  分别为《关于做好不明原因肺炎救治工作的紧急通知》和《关于报送不明原因肺炎救治情况的紧急通知》。
3. ↑  即《关于当前我市肺炎疫情的情况通报》。
4. ↑  关于12月31日世界卫生组织接获相关通报的情况存有争议，参见2019冠狀病毒病疫情世界衛生組織相關爭議#世界卫生组织12月31日接获通报情况争议。
5. ↑  共佔到最初41人中的27例，然而有14人沒有接觸史[6]。

## 外部連結
- 世卫组织应对COVID-19疫情时间线 （页面存档备份，存于）（简体中文）
- 世卫组织应对COVID-19疫情时间线 （页面存档备份，存于）（英文）